# أتيكوس روس
اتيكوس روس (بالإنجليزية: Atticus Ross)‏ (و. 1968 – م) هو موسيقي، وملحن، ومنتج أسطوانات من المملكة المتحدة. ولد في إنجلترا.

## التعليم
تعلم في كلية إيتون.

## جوائز وترشيحات
حصل على جوائز منها:
- جائزة الأوسكار لأفضل موسيقى تصويرية، عن عمل: الشبكة الاجتماعية.

ترشح لـ:
- جائزة الأوسكار لأفضل موسيقى تصويرية، عن عمل: الشبكة الاجتماعية.

## وصلات خارجية
- أتيكوس روس على موقع IMDb (الإنجليزية)
- أتيكوس روس على موقع ألو سيني (الفرنسية)
- أتيكوس روس على موقع ميوزك برينز (الإنجليزية)
- أتيكوس روس على موقع بوكس أوفيس موجو (الإنجليزية)
- أتيكوس روس على موقع أول ميوزيك (الإنجليزية)
- أتيكوس روس على موقع ديسكوغز (الإنجليزية)
- أتيكوس روس على موقع قاعدة بيانات الفيلم (الإنجليزية)